# Joseph Hollman

Joseph Hollmann

Joseph Corneille Hubert Hollman (* 26. Oktober 1852 in Maastricht; † 31. Dezember 1926 in Paris) war ein niederländischer Cellist und Komponist.

## Leben und Wirken

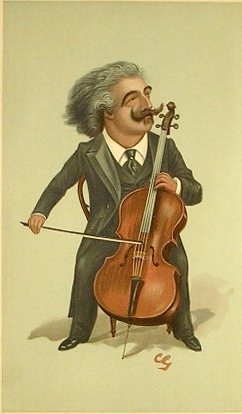
Joseph Hollman (1902) Karikatur von Francis Carruthers Gould

Bereits im Alter von 14 Jahren kam der Kaufmannssohn Joseph Hollman in die Celloklasse von Adrien-François Servais ans Brüsseler Konservatorium. Musiktheoretischen Unterricht erhielt er durch François-Joseph Fétis. Weitere Cellostudien führten ihn zu Léon Jacquard (1826–1886) nach Paris und zu Karl Davidow nach Sankt Petersburg. In den frühen 1880er Jahren spielte er im Orchester des Meininger Hoftheaters. 1887 ließ er sich in Paris als Solist nieder, wo er zu einem der bedeutenden Cellisten seiner Zeit wurde.
Joseph Hollman unternahm Konzertreisen in die meisten europäischen Länder und in die Vereinigten Staaten, 1923 bereiste er zuerst China, danach Japan, wo er dem Kaiser sein wertvolles Stradivari-Cello überließ. Seinem letzten Wunsch entsprechend, wurde Joseph Hollman im Familiengrab auf dem Maastrichter Friedhof in Anwesenheit des gesamten Stadtrates, des französischen Konsuls und mehrerer Maastrichter Orchester und Musikkapellen beigesetzt.
Hollman wurden zahlreiche Auszeichnungen zuteil, der niederländische König Wilhelm III. ernannte ihn zum Hofkammermusiker und zum Offizier des Ordens der Eichenkrone. Ein Jahr später wurde er Ritter der Ehrenlegion in Frankreich, er war Ritter der Krone von Mecklenburg-Strelitz und der japanische Kaiser ernannte ihn zum Offizier des Ordens der Aufgehenden Sonne.
Camille Saint-Saëns, der mit Hollmann einen Duo-Auftritt in London hatte, widmete ihm 1902 sein 2. Cellokonzert in d-Moll op. 119 und das Werk „La Muse et le Poète“ op. 132 widmete er Hollman und Eugène Ysaÿe.
Als Komponist schuf Hollman mehrere Werke für sein Instrument, darunter drei Cellokonzerte, Kammermusik für Cello und Klavier und Opernfantasien.